# Charles-Gustave Stoskopf
Charles-Gustave Stoskopf (Strasbourg, 1907 - Paris 4e, 2004) est un architecte français, Prix de Rome, il a surtout exercé en tant qu'urbaniste dans sa région natale, l'Alsace, et en région parisienne. C'était un spécialiste de l'architecture de béton et de grands ensembles de barres verticales et horizontales, privilégiés surtout avant les années 1980.

## Biographie
Né à Strasbourg le 2 septembre 1907, il est le fils de Gustave Stoskopf, artiste régionaliste et un des fondateurs du théâtre alsacien. Il commence sa formation au sein de l'école régionale d'architecture de Strasbourg. Il rejoint, à l'École nationale supérieure des beaux-arts, l'atelier d'Emmanuel Pontremoli et Jacques Debat-Ponsan, il est lauréat du deuxième second grand Prix de Rome en 1933, derrière Alexandre Courtois et Robert Camelot pour un projet d'église de pèlerinage. Il est diplômé en 1935. Il construit très peu avant la Seconde Guerre mondiale.
Pendant l'occupation, il est chargé de la reconstruction de la commune de Montier-en-Der (Haute-Marne) par l'État français, puis de Belfort après la Libération en 1944. Architecte en chef des bâtiments civils et palais nationaux, il est chargé après la Seconde Guerre mondiale de nombreux travaux de reconstruction en Alsace, en tant qu'architecte en chef de la reconstruction pour le Haut-Rhin, intervenant notamment dans la région de la Poche de Colmar. Nommé Architecte-conseil de l'État en 1949 par Eugène Claudius-Petit pour la région Alsace, il devient par ailleurs l'un des maîtres d'œuvre privilégiés pour la réalisation de grands ensembles de la SCIC en région parisienne. Il participe à l'extension de la ville de Strasbourg en tant qu'urbaniste avec les chantiers de la place de l'Homme de fer, de l'Esplanade, de la Canardière et du Neuhof. Il est par ailleurs urbaniste en chef de la ZUP de Colmar et architecte chargé de la restructuration de Belfort entre 1955 et 1967 puis entre 1970 et 1979.
Il est directeur de l'École d'architecture de Strasbourg de 1949 à 1967. Il continue en parallèle une activité de dessinateur et d'écrivain, dans le prolongement de l'œuvre de son père. Il fonde ainsi en 1977 l'Institut des Arts et Traditions Populaires d’Alsace et est directeur du Théâtre alsacien de 1972 à 1975 où plusieurs de ses pièces sont représentées.
Il est le père de l'historien Nicolas Stoskopf.
Il meurt à Paris le 22 janvier 2004.

## Principales réalisations

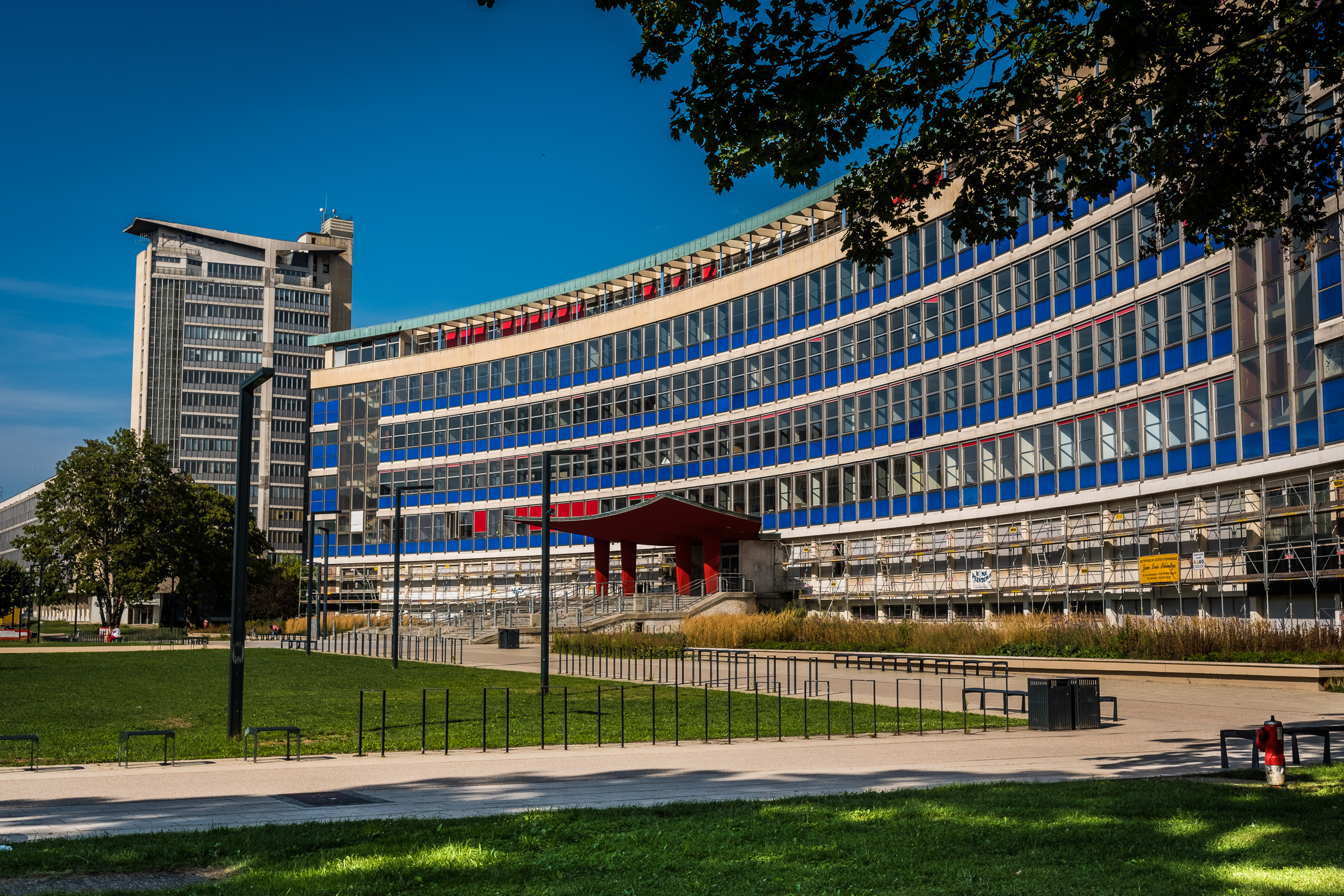
Le bâtiment principal de la Faculté de droit de Strasbourg construit en 1962 et labellisé « Patrimoine du XXe siècle »

Le bâtiment d’origine de la Cathédrale Notre-Dame de Créteil avant sa reconstruction en 2015.

- 1947 : ville ouvrière de Kientzville à Scherwiller (Bas-Rhin), 47 chalets en bois avec équipements publics pour l'industriel Robert Kientz
- 1948-1949 : projets d'aménagement et de reconstruction de Mittelwihr, Bennwihr, Ammerschwihr, Sigolsheim, Danjoutin
- 1952 : cité HLM du quai des Belges à Strasbourg (250 logements)
- 1954-1957 : restauration de l'église de Jebsheim
- 1956 : halle aux blés dite Koïfhus, hôtel de ville à Ammerschwihr
- 1956 : agrandissement de l'église paroissiale Saints-Nazaire-et-Celse de Brumath
- 1956-1958 : aménagement de « Simca-ville », actuel quartier Beauregard à Poissy, ainsi qu'à Vernouillet et aux Mureaux pour le compte de la SCIC (2200 logements)
- 1957-1969 : opération Esplanade à Strasbourg
- 1957-1968 : grands ensembles du Mont-Mesly à Créteil (Val-de-Marne) pour le compte de la SCIC (6000 logements, 20 000 habitants)
- 1958 : cité du Pont de Pierre à Bobigny
- 1959 : immeubles d'habitation à Vernouillet (Yvelines) (730 logements pour le compte de la SCIC).
- 1959 : résidence « La Ferme des Buis », commune de Valentigney
- 1959-1960 : église protestante et chapelle Sainte-Brigitte de Mittelwihr
- 1960-1962 : église Saint-Louis de Beauregard à Poissy[4]
- 1961-1966 : immeubles d'habitation à Obernai (96 logements)
- 1962-1965 : église Saint-Michel du Mont-Mesly
- 1966-1967 : immeubles d'habitation à l'îlot de la « Dentsche » à Mulhouse (523 logements)
- 1967 : église de Tous-les-Saints à Bobigny
- 1967 : Église Sainte Croix à Lingolsheim
- 1969 : chapelle de Floréal à Saint-Denis (Seine-Saint-Denis)
- 1972 : quartier Montaigut à Créteil (2000 logements)
- 1978 : église Notre-Dame de Créteil (devenue depuis cathédrale)

## Publications
- Monsieur de Castel-Mandailles en mission spéciale en Alsace, éditions Oberlin, 1998  (ISBN 2-85369-178-0), 159 p.
- Gustave Stoskopf, le peintre : 1869-1944, éditions Alsatia, 1976,  217 p.

## Décorations
- Officier de la Légion d'honneur[5].
- Commandeur de l'ordre national du Mérite[5].
- Commandeur de l'ordre des Arts et des Lettres Il est fait commandeur le 11 décembre 1997[6].